# Leo Alkemade
Pour les articles homonymes, voir Alkemade (homonymie).
Leo Alkemade, né le 6 août 1980 à Loon op Zand, est un acteur et animateur de télévision néerlandais.

## Filmographie
- 2004 : Shouf Shouf Habibi! d'Albert ter Heerdt : Robbie[2]
- 2004 : Floris : le garde suisse
- 2014 : Pak van mijn Hart : Gerben
- 2015 : Popoz de Martijn Smits et Erwin van den Eshof : Rikkers[3]

### Séries télévisées
- 2008- : Toren C de Margôt Ros et Maike Meijer

## Animation
- 2011- : Kanniewaarzijn